# Gynoplistia (Gynoplistia) formosa
Gynoplistia (Gynoplistia) formosa is een tweevleugelige uit de familie steltmuggen (Limoniidae). De soort komt voor in het Australaziatisch gebied.